# 425 5th Avenue
425 5th Avenue è un grattacielo ad uso residenziale situato a New York, nel quartiere Midtown Manhattan sull'isola di Manhattan.

## Descrizione
Costruito tra il 2001 e il 2002 e situato sulla Quinta Strada, l'edificio è alto 188 metri e con 55 piani. Progettato da Michael Graves, al suo interno si trovano 197 appartamenti. A oggi è il novantasettesimo edificio più alto della città.